# Real Sociedad Geográfica Escocesa
La Real Sociedad Geográfica Escocesa (Royal Scottish Geographical Society (RSGS)) es una institución escocesa fundada en 1884 y con sede en Perth. Con 2500 miembros, la sociedad busca apoyar y promover la educación en geografía, la investigación y la exploración.
La sociedad tiene 13 grupos locales a lo largo de Escocia. En esos grupos hay conversatorios sobre geografía y otras actividades relacionadas. Así mismo, la labor de la sociedad también es difundida a través de sus publicaciones como el Scottish Geographical Journal y la revista The Geographer.
La biblioteca de la sociedad está ubicada en la Universidad de Strathclyde. La sociedad también tiene colecciones significativas de mapas y fotografías así como un considerable archivo, todo ello sujeto a un programa llamado Images for All el cual busca inventariar y ampliar el acceso a este material.